# London Borough
Die britische Hauptstadt London besteht aus der City of London sowie 32 London Boroughs, die mit deutschen Stadtbezirken vergleichbar sind. Zwölf Boroughs sowie die City of London bilden Inner London, während Outer London die restlichen 20 Boroughs umfasst.

## Aufgaben
Die London Boroughs werden von „London Borough Councils“ verwaltet, die alle vier Jahre gewählt werden (Westminster hat nach britischem Recht Stadtstatus und seine Ratsversammlung hat den Status eines „City Council“). Die Boroughs sind die wichtigsten Teile der Londoner Lokalverwaltung. Sie betreiben und verwalten die meisten lokalen öffentlichen Dienstleistungen und Einrichtungen, wie z. B. Schulen, soziale Einrichtungen, Müllabfuhr oder den Straßenbau. Einige londonweite Dienste werden von der Greater London Authority betrieben, andere Funktionen sowie die Interessenvertretung den übergeordneten Verwaltungen gegenüber werden von der Vereinigung London Councils geleistet.
Die London Boroughs sind Local Government Districts und haben ähnliche Aufgaben wie die Metropolitan Boroughs. Jeder London Borough ist darüber hinaus eine eigene Schulbehörde. Bis 1990 besaßen die inneren London Boroughs eine gemeinsame Schulbehörde, die Inner London Education Authority (ILEA).

## Geschichte
Die heutigen Boroughs entstanden am 1. April 1965 mit der Schaffung von Greater London. Die ersten Wahlen zu den London Boroughs wurden 1964 abgehalten. Dabei fungierte die schon gewählten „London Borough Councils“ als Übergangsverwaltung, bevor die gewählten Vertreter im darauf folgenden Jahr ihre Ämter antraten.
Sie hatten größere Befugnisse als die bis dahin existierenden Metropolitan Boroughs, waren vergleichbar mit Urban Districts und Municipal Boroughs, die sie fast vollständig ersetzten, waren jedoch weniger mächtig als die drei County Boroughs Croydon, West Ham und East Ham, die gleichzeitig aufhörten zu existieren.
Zwischen 1965 und 1986 waren die London Boroughs Teil einer zweischichtigen Verwaltung und teilten sich die Zuständigkeiten mit dem Greater London Council (GLC). Jedoch wurde der GLC am 1. April 1986 abgeschafft, die London Boroughs bekamen die meisten seiner Befugnisse zugesprochen und wurden damit praktisch zur Unitary Authorities (da sie die Funktionen sowohl einer County als auch die eines Borough innehaben). Seit der Einrichtung einer neuen Greater London Authority im Jahre 2000, die zwar das Gebiet der alten GLC abdeckt, jedoch in ihren Befugnissen beschränkter ist, sind die Boroughs hierarchisch nun zwischen den englischen Unitary Authorities und den Non-Metropolitan Districts auf der Ebene der Shire Counties angesiedelt.
Die City of London wird von einer eigenständigen Behörde verwaltet, der Corporation of London, die älter ist als die London Boroughs.
Das Wort Borough hat verwandte Wörter in nahezu allen germanischen Sprachen sowie in anderen indogermanischen Sprachen. Weiteres siehe unter Borough.

## Karte aller London Boroughs
| 1. City of London * 2. City of Westminster 3. Kensington and Chelsea 4. Hammersmith and Fulham 5. Wandsworth 6. Lambeth 7. Southwark 8. Tower Hamlets 9. Hackney 10. Islington 11. Camden |  | 1. Brent 2. Ealing 3. Hounslow 4. Richmond 5. Kingston upon Thames 6. Merton 7. Sutton 8. Croydon 9. Bromley 10. Lewisham 11. Greenwich 12. Bexley 13. Havering 14. Barking and Dagenham 15. Redbridge 16. Newham 17. Waltham Forest 18. Haringey 19. Enfield 20. Barnet 21. Harrow 22. Hillingdon |
| * Die City of London hat einen eigenen Status und ist kein London Borough. |  | |

## Die London Boroughs im Überblick

### Inner London
| London Borough         | Fläche in km² | Einwohner (2021) | Einwohner je km² | Frühere Metropolitan Boroughs                                |
| ---------------------- | ------------- | ---------------- | ---------------- | ------------------------------------------------------------ |
| Camden                 | 21,80         | 210.390          | 09.651           | Hampstead, Holborn, St Pancras                               |
| Greenwich              | 47,35         | 289.254          | 06.109           | Greenwich, den größten Teil von Woolwich                     |
| Hackney                | 19,06         | 259.956          | 13.639           | Hackney, Shoreditch, Stoke Newington                         |
| Hammersmith and Fulham | 16,40         | 183.295          | 11.177           | Hammersmith, Fulham                                          |
| Islington              | 14,86         | 216.767          | 14.587           | Islington, Finsbury                                          |
| Kensington and Chelsea | 12,13         | 143.940          | 11.866           | Kensington                                                   |
| Lambeth                | 26,82         | 317.498          | 11.838           | Lambeth (sowie Streatham und Clapham aus Wandsworth heraus)" |
| Lewisham               | 35,15         | 299.810          | 08.529           | Lewisham, Deptford                                           |
| Southwark              | 28,85         | 306.374          | 10.620           | Bermondsey, Camberwell, Southwark                            |
| Tower Hamlets          | 19,77         | 312.273          | 15.795           | Bethnal Green, Poplar, Stepney                               |
| Wandsworth             | 34,26         | 328.367          | 09.585           | Battersea, Wandsworth (außer Streatham und Clapham)          |
| Westminster            | 21,48         | 205.087          | 09.548           | Paddington, St Marylebone, Westminster                       |
| Inner London Boroughs  | 297,930       | 3.073.0110.      | 10.315           |                                                              |

### Outer London
| London Borough       | Fläche in km² | Einwohner (2021) | Einwohner je km² | Frühere Metropolitan Boroughs |
| -------------------- | ------------- | ---------------- | ---------------- | --- |
| Barking and Dagenham | 036,09        | 218.534          | 6.055            | Municipal Borough of Barking und Municipal Borough of Dagenham aus Essex |
| Barnet               | 086,74        | 388.639          | 4.481            | Barnet Urban District und East Barnet Urban District aus Hertfordshire Municipal Borough of Finchley, Municipal Borough of Hendon und Friern Barnet Urban District aus Middlesex   |
| Bexley               | 060,56        | 246.543          | 4.071            | Municipal Borough of Bexley, Municipal Borough of Erith, Crayford Urban District und Sidcup aus dem Chislehurst and Sidcup Urban District in Kent                                  |
| Brent                | 043,24        | 338.918          | 7.838            | Municipal Borough of Wembley und Municipal Borough of Willesden aus Middlesex |
| Bromley              | 150,15        | 329.830          | 2.197            | Municipal Borough of Bromley, Municipal Borough of Beckenham, Orpington Urban District, Penge Urban District und Chislehurst aus dem Chislehurst and Sidcup Urban District in Kent |
| Croydon              | 086,52        | 390.506          | 4.513            | County Borough of Croydon und Coulsdon and Purley Urban District aus Surrey |
| Ealing               | 055,53        | 366.127          | 6.593            | Municipal Borough of Acton, Municipal Borough of Ealing und Municipal Borough of Southall aus Middlesex                                                                            |
| Enfield              | 080,84        | 329.601          | 4.077            | Municipal Borough of Edmonton, Municipal Borough of Enfield und Municipal Borough of Southgate aus Middlesex                                                                       |
| Haringey             | 029,59        | 264.130          | 8.926            | Municipal Borough of Hornsey, Municipal Borough of Tottenham und Municipal Borough of Wood Green aus Middlesex                                                                     |
| Harrow               | 050,47        | 260.987          | 5.171            | Municipal Borough of Harrow aus Middlesex |
| Havering             | 112,27        | 262.022          | 2.334            | Municipal Borough of Romford und Hornchurch Urban District aus Essex |
| Hillingdon           | 115,7         | 304.792          | 2.634            | Hayes and Harlington Urban District, Ruislip Northwood Urban District, Municipal Borough of Uxbridge und Yiewsley and West Drayton Urban District aus Middlesex                    |
| Hounslow             | 055,99        | 287.940          | 5.143            | Municipal Borough of Brentford and Chiswick, Feltham Urban District und Municipal Borough of Heston and Isleworth aus Middlesex                                                    |
| Kingston upon Thames | 037,25        | 167.845          | 4.506            | Municipal Borough of Kingston upon Thames, Municipal Borough of Malden and Coombe und Municipal Borough of Surbiton aus Surrey                                                     |
| Merton               | 037,61        | 215.324          | 5.725            | Municipal Borough of Mitcham, Merton and Morden Urban District und Municipal Borough of Wimbledon aus Surrey                                                                       |
| Newham               | 036,22        | 350.626          | 9.680            | County Borough of East Ham, County Borough of West Ham und Teile von Municipal Borough of Barking in Essex North Woolwich aus der County of London                                 |
| Redbridge            | 056,41        | 309.836          | 5.493            | Municipal Borough of Wanstead and Woodford, Municipal Borough of Ilford und Teile des Municipal Borough of Dagenham sowie Teile des Chigwell Urban District aus Essex              |
| Richmond upon Thames | 057,41        | 195.232          | 3.401            | Municipal Borough of Barnes und Municipal Borough of Richmond upon Thames von Surrey sowie Municipal Borough of Twickenham aus Middlesex                                           |
| Sutton               | 043,85        | 209.517          | 4.778            | Municipal Borough of Beddington, Carshalton Urban District und Municipal Borough of Sutton and Cheam aus Surrey                                                                    |
| Waltham Forest       | 038,82        | 278.050          | 7.163            | Municipal Borough of Chingford, Municipal Borough of Leyton und Municipal Borough of Walthamstow aus Essex                                                                         |
| Outer London         | 1.271,260.    | 5.714.9990.      | 4.496            | |

### City of London
| Name           | Fläche in km² | Einwohner (2021) | Einwohner je km² |
| -------------- | ------------- | ---------------- | ---------------- |
| City of London | 2,90          | 8.618            | 2.972            |

## Statistische Zusammenfassung
ANMERKUNG:
1. 1 2 3  
Verwaltungstechnisch gehören Greenwich (22) zu Inner London sowie Haringey (29) und Newham (27) zu Outer London. Für statistische Zwecke zählen Haringey und Newham zu Inner London sowie Greenwich zu Outer London.

Inner London (verwaltungstechnisch)
Inner London (gemäß Zensus)

- Der flächenmäßig größte Stadtteil Londons ist Bromley (20) mit zehn Prozent der Gesamtfläche Londons. Die City of London (1) ist der kleinste Stadtteil mit 0,2 Prozent der Gesamtfläche.
- Die meisten Einwohner, 390.000, leben in Croydon (19) und am wenigsten, 8.600, in der City of London (1).
- Am dichtesten besiedelt ist Tower Hamlets (8) mit 15.800 Einwohnern je Quadratkilometer und am dünnsten besiedelt ist Bromley (20) mit 2.200 Einwohnern je Quadratkilometer. Obwohl die City of London (1) in Inner London liegt, gehört sie mit etwa 3.000 Einwohnern je Quadratkilometer zu den weniger dicht besiedelten Stadtteilen. Die Ursache für diesen Unterschied ist in der hohen Dichte an Büro- und Gewerbeflächen und „unbewohnten“ Gebäuden (wie z. B. St Paul’s Cathedral) in der City of London zu suchen.
- Die 12 Boroughs Inner Londons umfassen 19 Prozent der Fläche und 35 Prozent der Einwohner.
- Die 20 Boroughs Outer Londons umfassen 81 Prozent der Fläche und 65 Prozent der Einwohner.